# James E. Reilly
James E. Reilly (Bountiful, 29 de julho de 1948 - 12 de outubro de 2008) foi um roteirista de soap opera americano. Ele foi o roteirista principal de Days of Our Lives da NBC e criador / escritor principal de Passions. Reilly ganhou o Daytime Emmy Award por Melhor série dramática como co-diretor de Guiding Light em 1993.
Reilly morreu em outubro de 2008 enquanto se recuperava de uma cirurgia cardíaca.

## Carreira
Reilly criou a novela NBC Daytime Passions em 1999 e atuou como escritor principal da série até seu cancelamento em 2008. Anteriormente, ele foi co-diretor da Guiding Light de 1990 a 1992 e Days of our Lives de 1992 a 1997. Reilly também trabalhou como redator de equipe para outros dramas diurnos anteriores a isso, incluindo The Young e o Restless and General Hospital.
Embora o Passions tenha sido historicamente classificado entre os principais dados demográficos, a série foi atormentada desde o início por baixas classificações gerais da Nielsen e o episódio final foi ao ar em 7 de agosto de 2008.
Durante sua carreira no Passions, Reilly retornou ao Days of our Lives como escritor principal de 18 de agosto de 2003 a 9 de agosto de 2006 e foi sucedido pelo ex-escritor principal do As the World Turns Hogan Sheffer.
Reilly foi um dos 20 escritores que escolheram o status financeiro principal do Writers Guild of America durante a greve de 2007-2008 do Writers Guild of America; após a greve, o WGA escreveu uma carta divulgando os nomes desses indivíduos, convidando acusações de lista negra.
James E. Reilly tinha um triplo diploma em psicologia, antropologia social e biologia.

### Intervenções nos roteiros
Em 1993, Reilly chamou a atenção imediatamente após assumir o cargo de roteirista principal de Days of our Lives por um enredo em que a heroína Carly Manning (Crystal Chappell) é enterrada viva pela vilã Vivian Alamain ( Louise Sorel ) por semanas e provocada por alto-falantes. Reilly começou o que é sem dúvida a sua história mais infame em 1995, quando a heroína central do programa, Marlena Evans (Deidre Hall), é possuída por Satanás. O enredo se desenrolou por um ano, com o amante de Marlena finalmente exorcizando o demônio, mas não antes de conquistar o programa, aumentou as classificações - apesar das frequentes interrupções do julgamento de assassinato de OJ Simpson na época e das críticas de fãs de longa data chateados por "liberdades" que Reilly levou com os personagens e a continuidade. Finalmente, em 1996, Reilly deu a Eileen Davidson, que interpretou Kristen Blake desde 1993, um segundo papel como Susan Banks, de Kristen, e entre 1997 e 1998 adicionou mais três - incluindo um homem - com Davidson recebendo uma indicação ao Emmy por Melhor Atriz em 1998.
Reilly deixou o Days of our Lives em 1997 e criou o Passions em 1999, livre de uma base de fãs preexistente para agradar. A série contou com a atriz veterana Juliet Mills como Tabitha Lenox, uma bruxa de 300 anos (com um ajudante de boneca que ganha vida) usando magia e manipulação para causar estragos nos cidadãos de uma cidade da Nova Inglaterra. O melodrama da novela foi justaposto com feitiçaria, criaturas sobrenaturais e portas de armário que levavam ao inferno.
Em uma tentativa de aumentar as classificações, Reilly foi convidado a retornar a Days of our Lives como escritor principal no verão de 2003. Os produtores executivos da Days deram a Reilly carta branca para "consertar" o programa (enquanto simultaneamente permanecia como redator principal do Passions). O que se seguiu foi uma história controversa e que chama a atenção, na qual vários personagens de longa duração da série são brutalmente assassinados por um serial killer apelidado de Salem Stalker. A história ficou cada vez mais gráfica (e irônica) quando a alcoólatra em recuperação Maggie Horton é espancada por uma garrafa de licor e a integrante do elenco original e a matriarca da cidade Alice Horton engasga até morrer com um donut, sua especialidade culinária, forçada pela garganta. A revelação de que a heroína Marlena Evans foi de alguma forma o assassino fez a capa de 3 de fevereiro de 2004 do Soap Opera Digest. Isso não foi tudo; Logo após a morte de Marlena, depois de ter sido exposta como assassina, todas as vítimas foram descobertas vivas na ilha de Melaswen (palavras de ordem de New Salem), o que revelou que Marlena tinha de fato um controle mental para acreditar que ela era a assassina. Reilly deixou a série novamente em 2006.

## Morte
Após a morte de Reilly, em outubro de 2008, o produtor executivo Ken Corday, do Days of our Lives, disse sobre ele: "A família DAYS OF NOS LIVES VIVE está profundamente triste com a recente morte de James E. Reilly. Nossos pensamentos e orações estão com sua família. Jim não foi apenas um contador de histórias engenhoso que mudou o cenário do drama diurno, mas celebrou a vida com paixão, humor e uma apreciação pelo melhor que ela tem a oferecer. Ele foi uma inspiração para todos nós ... e fará muita falta". A produtora executiva da Passions, Lisa de Cazotte, disse: "Jim Reilly não era apenas uma lenda em nossa indústria, mas era um grande amigo e mentor. Sua criatividade, senso de humor e genialidade farão muita falta. Nunca haverá outro como ele e estou profundamente agradecida pelos anos que passamos trabalhando juntos em Passions e pela alegria que ele trouxe à minha vida".